# Ladomirov
Ladomirov (maďarsky Ladomér, rusínsky Ладомирів) je obec na Slovensku v okrese Snina. Žije zde 267 obyvatel.

## Historie
První písemná zmínka o obci je z roku 1567. První úřední záznam s původním názvem obce Ladomérovi pochází z druhé poloviny 18. století a to na pečeti obce, která je uložena v zemském archivu v Budapešti. Na pečeti je vyobrazena postava muže, který sype do uskladňovací nádoby z pytle zrno. Lidé se živili tradičním zemědělstvím, pastevectvím, chovem dobytka a lesními pracemi. Až do roku 1918 patřila obec do Zemplínské stolice. Řeckokatolická cerkev z roku 1890 byla postavena na místě původního dřevěného kostela.

## Turistické zajímavosti
V katastrálním území obce směrem na Kolonicu se nachází astronomická observatoř Kolonické sedlo.

## Významné osobnosti
Narodil se zde Anton Hodinka (1864–1946), přední badatel uherských Rusínů, historik, člen Maďarské akademie věd.
V obci se narodil a prožil své dětství vysoký důstojník ozbrojených sil SR generálmajor Ing. Ján Salaganič.